# Kansas City Chiefs 2023
La stagione 2023 dei Kansas City Chiefs è stata la 54ª della franchigia nella National Football League, la 64ª complessiva e la 11ª con Andy Reid come capo-allenatore. La squadra iniziò la stagione come campione in carica dopo la vittoria nel Super Bowl LVII, tentando di diventare la prima a vincere due titoli consecutivi dai New England Patriots nel 2003 e 2004. Anche se non riuscì a migliorare il record di 14–3 della stagione precedente, la squadra terminò l'undicesima stagione consecutiva con più vittorie che sconfitte, conquistando il titolo di division per l'ottavo anno consecutivo. Nei playoff i Chiefs raggiunsero la sesta finale della AFC consecutiva, dove batterono i Baltimore Ravens testa di serie numero uno per 17–10, qualificandosi per il quarto Super Bowl in cinque anni. Lì affrontarono i San Francisco 49ers nel Super Bowl LVIII vincendo ai tempi supplementari per 25-22, con Patrick Mahomes premiato per la terza volta in carriera come miglior giocatore dell'incontro, conquistando il secondo titolo consecutivo e il quarto complessivo.

## Scelte nel Draft 2023
| Scelte dei Chiefs nel Draft 2023 |        |                      |                  |                   |                                         |
| Giro                             | Scelta | Giocatore            | Ruolo            | College           | Note                                    |
| 1                                | 31     | Felix Anudike-Uzomah | Defensive end    | Kansas State      |                                         |
| 2                                | 55     | Rashee Rice          | Wide receiver    | SMU               | Dai Detroit Lions                       |
| 3                                | 92     | Wanya Morris         | Tackle           | Oklahoma          | Dai Cincinnati Bengals                  |
| 4                                | 119    | Chamarri Conner      | Safety           | Virginia Tech     | Dai Detroit Lions via Minnesota Vikings |
| 5                                | 166    | B.J. Thompson        | Linebacker       | Stephen F. Austin |                                         |
| 6                                | 194    | Keondre Coburn       | Defensive tackle | Texas             | Dai Detroit Lions                       |
| 7                                | 250    | Nic Jones            | Cornerback       | Ball State        | Scelta compensatoria                    |

## Staff
| Staff dei Kansas City Chiefs |
| --- |
| Organi dirigenziali - Chairman/CEO: Clark Hunt - Presidente – Mark Donovan - General manager – Brett Veach - Assistente general manager – Mike Borgonzi - Vice presidente delle operazioni del football – Brandt Tilis - Vice presidente delle operazioni del football/consulente – Chris Shea - Direttore del personale dei giocatori – Mike Bradway - Direttore del personale professionistico – Tim Terry - Direttore degli osservatori del college – Ryne Nutt - Assistente del dir. osservatori college – Trey Koziol - Coordinatore osservatori – Greg Castillo Capo allenatore - Andy Reid - Assistente c.a./coordinatore special team – Dave Toub Altri allenatori - Preparatore atletico – Barry Rubin - Assistente p.a. – Greg Carbin - Assistente p.a. – Tyler Judkins - Assistente p.a./direttore scienza sportiva – Ryan Reynolds Allenatori dell'attacco - Coordinatore offensivo: – Eric Bieniemy - Quarterback/assistente senior – Matt Nagy - Analista gioco sui passaggi/assistente quarterback – David Girardi - Running back – Greg Lewis - Wide receiver – Joe Bleymaier - Tight end – Tom Melvin - Offensive line – Andy Heck - Assistente offensive line – Corey Matthaei - Controllo qualità attacco – Connor Embree - Allenatore qualità attacco – Porter Ellett Allenatori della difesa - Coordinatore difensivo: Steve Spagnuolo - Defensive line – Joe Cullen - Assistant defensive line – Terry Bradden - Linebacker/coordinatore gioco sulle corse – Brendan Daly - Outside linebacker – Ken Flajole - Defensive back – Dave Merritt - Safety – Donald D'Alesio - Controllo qualità difesa – Alex Whittingham Allenatori dello special team - Assistente dello Special Team: Andy Hill |

## Roster
| Roster dei Kansas City Chiefs |
| --- |
| Quarterback - 9 Blaine Gabbert - 15 Patrick Mahomes Running Back - 25 Clyde Edwards-Helaire - 10 Isiah Pacheco - 29 La'Mical Perine Wide Receiver - 12 Mecole Hardman - 17 Richie James - 4 Rashee Rice - 8 Justyn Ross - 19 Kadarius Toney - 11 Marquez Valdes-Scantling - 84 Justin Watson Tight End - 81 Blake Bell - 83 Noah Gray - 87 Travis Kelce Offensive Linemen - 73 Nick Allegretti G - 66 Mike Caliendo G - 52 Creed Humphrey C - 64 Wanya Morris T - 77 Lucas Niang T - 79 Donovan Smith T - 65 Trey Smith G - 74 Jawaan Taylor T - 62 Joe Thuney G Defensive Linemen - 97 Felix Anudike-Uzomah DE - 51 Mike Danna DE - 92 Neil Farrell Jr. DT - 94 Malik Herring DE - 95 Chris Jones DT - 56 George Karlaftis DE - 90 Charles Omenihu DE - 53 B.J. Thompson DE - 98 Tershawn Wharton DT Linebacker - 32 Nick Bolton MLB - 54 Leo Chenal MLB - 48 Cole Christiansen OLB - 43 Jack Cochrane OLB - 50 Willie Gay OLB - 59 Darius Harris OLB - 23 Drue Tranquill MLB Defensive Back - 40 Ekow Boye-Doe CB - 26 Deon Bush SS - 27 Chamarri Conner FS - 21 Mike Edwards SS - 31 Nic Jones CB - 22 Trent McDuffie CB - 20 Justin Reid FS - 38 L'Jarius Sneed CB - 35 Jaylen Watson CB - 2 Joshua Williams CB Special Team - 7 Harrison Butker K - 5 Tommy Townsend P - 41 James Winchester LS Lista delle riserve - -- Ian Book QB (Futures) - 6 Bryan Cook SS (IR) - -- Jacob Copeland WR (Futures) - 88 Jody Fortson TE (IR) - -- Hassan Hall RB (Futures) - -- Nazeeh Johnson FS (IR) - 44 Cam Jones OLB (IR) - -- Kelvin Joseph CB (Futures) - 1 Jerick McKinnon RB (IR) - -- Anthony Miller WR (Futures) - 24 Skyy Moore WR (IR-DRF) - 91 Derrick Nnadi DT (IR) - 80 Nikko Remigio WR (IR) - -- Jordan Smith DE (Futures) - -- Shi Smith WR (Futures) - 76 Prince Tega Wanogho T (IR) Squadra di allenamento - 96 Isaiah Buggs DT - 89 Matt Bushman TE - 93 Matt Dickerson DE - -- Trey Dean S - 85 Izaiah Gathings TE - 72 Jason Godrick T - 30 Keaontay Ingram RB - 57 Truman Jones DE - 75 Darian Kinnard T - 13 Chris Oladokun QB - 69 Mike Pennel DT - 14 Cornell Powell WR - 34 Deneric Prince RB - 82 Gerrit Prince TE (Practice squad/Injured) - 61 Austin Reiter C - 39 Keith Taylor CB - 12 Montrell Washington WR Roster aggiornato al 30 gennaio 2024 53 attivi, 16 inattivi, 16 nella squadra di allenamento |
| Legenda - I rookie sono in corsivo. - Il primo ruolo è il principale mentre gli eventuali successivi indicano i ruoli secondari. - (IR) sta per Injured Reserve ed indica la lista ristretta per un solo giocatore infortunato che può tornare ad allenarsi dopo la settimana 6 e a rientrare in prima squadra dopo che questa ha giocato 8 partite. - (NF-Inj.) / (NF-Ill.) stanno rispettivamente per Non-Football Injured e Non-Football Illness ed indicano le liste dove viene inserito un giocatore che ha un infortunio o una malattia non dipendente dal football americano. - (PUP) sta per Physically Unable to Perform ed indica la lista dove viene inserito un giocatore mentre è in attesa di recuperare la condizione fisica. Nella stagione regolare dopo la sesta partita giocata dalla propria squadra, il giocatore ha tempo tre settimane per riprendere ad allenarsi, più tre settimane aggiuntive dal suo rientro agli allenamenti per rientrare in prima squadra. |

## Precampionato
Il 18 maggio 2023 furono annunciate le gare del precampionato.
| Precampionato |           |            |                      |           |        |                    |               |         |
| Settimana     | Data      | Ora (CT)   | Avversario           | Risultato | Record | Stadio             | TV            | Sintesi |
| 1             | 13 agosto | 12:00 p.m. | @ New Orleans Saints | S 24-26   | 0-1    | Caesars Superdome  | KSHB-TV (NBC) | Sintesi |
| 2             | 19 agosto | 7:00 p.m.  | @ Arizona Cardinals  | V 38-10   | 1-1    | State Farm Stadium | KSHB-TV (NBC) | Sintesi |
| 3             | 26 agosto | 12:00 p.m. | Cleveland Browns     | V 33-32   | 2-1    | Arrowhead Stadium  | KSHB-TV (NBC) | Sintesi |

## Stagione regolare

### Calendario
Il calendario della stagione regolare 2023 fu reso noto l'11 maggio 2023. Il 30 novembre 2023 la gara del Monday Night Football del quindicesimo turno originariamente prevista per lunedì 18 dicembre fu spostata al pomeriggio di domenica 17 dicembre.
Data e orario della gara di settimana 18 furono stabilite il 31 dicembre 2023, dopo lo svolgimento del diciassettesimo turno.
| Stagione regolare |                     |                     |                         |                     |                     |                                  |                     |                     |
| Settimana         | Data                | Ora (CT)            | Avversario              | Risultato           | Record              | Stadio                           | TV                  | Sintesi             |
| 1                 | 7 settembre         | 7:20 p.m.           | Detroit Lions (K)       | S 20-21             | 0-1                 | Arrowhead Stadium                | NBC                 | Sintesi             |
| 2                 | 17 settembre        | 12:00 p.m.          | @ Jacksonville Jaguars  | V 17-9              | 1-1                 | EverBank Stadium                 | CBS                 | Sintesi             |
| 3                 | 24 settembre        | 3:25 p.m.           | Chicago Bears           | V 41-10             | 2-1                 | Arrowhead Stadium                | Fox                 | Sintesi             |
| 4                 | 1º ottobre          | 7:20 p.m.           | @ New York Jets (S)     | V 23-20             | 3-1                 | MetLife Stadium                  | NBC                 | Sintesi             |
| 5                 | 8 ottobre           | 3:25 p.m.           | @ Minnesota Vikings     | V 27-20             | 4-1                 | U.S. Bank Stadium                | CBS                 | Sintesi             |
| 6                 | 12 ottobre          | 7:15 p.m.           | Denver Broncos (T)      | V 19-8              | 5-1                 | Arrowhead Stadium                | Prime Video         | Sintesi             |
| 7                 | 22 ottobre          | 3:25 p.m.           | Los Angeles Chargers    | V 31-17             | 6-1                 | Arrowhead Stadium                | CBS                 | Sintesi             |
| 8                 | 29 ottobre          | 3:25 p.m.           | @ Denver Broncos        | S 9-24              | 6-2                 | Empower Field at Mile High       | CBS                 | Sintesi             |
| 9                 | 5 novembre          | 8:30 p.m.           | Miami Dolphins (I)      | V 21-14             | 7-2                 | Deutsche Bank Park (Francoforte) | NFL Network         | Sintesi             |
| 10                | Settimana di riposo | Settimana di riposo | Settimana di riposo     | Settimana di riposo | Settimana di riposo | Settimana di riposo              | Settimana di riposo | Settimana di riposo |
| 11                | 20 novembre         | 7:15 p.m.           | Philadelphia Eagles (M) | S 17-21             | 7-3                 | Arrowhead Stadium                | ESPN/ABC/ESPN+      | Sintesi             |
| 12                | 26 novembre         | 3:25 p.m.           | @ Las Vegas Raiders     | V 31-17             | 8-3                 | Allegiant Stadium                | CBS                 | Sintesi             |
| 13                | 3 dicembre          | 7:20 p.m.           | @ Green Bay Packers (S) | S 19-27             | 8-4                 | Lambeau Field                    | NBC                 | Sintesi             |
| 14                | 10 dicembre         | 3:25 p.m.           | Buffalo Bills           | S 17-20             | 8-5                 | Arrowhead Stadium                | CBS                 | Sintesi             |
| 15                | 17 dicembre         | 12:00 p.m.          | @ New England Patriots  | V 27-17             | 9-5                 | Gillette Stadium                 | Fox                 | Sintesi             |
| 16                | 25 dicembre         | 12:00 p.m.          | Las Vegas Raiders (M)   | S 14-20             | 9-6                 | Arrowhead Stadium                | CBS/Nickelodeon     | Sintesi             |
| 17                | 31 dicembre         | 3:25 p.m.           | Cincinnati Bengals      | V 25-17             | 10-6                | Arrowhead Stadium                | CBS                 | Sintesi             |
| 18                | 7 gennaio           | 3:25 p.m.           | @ Los Angeles Chargers  | V 13-12             | 11-6                | SoFi Stadium                     | CBS                 | Sintesi             |

Note:
- Gli avversari della propria division sono in grassetto.
- Il simbolo "@" indica una partita giocata in trasferta.
- (K) indica il Kickoff Game, (M) il Monday Night Football, (T) il Thursday Night Football, (S) il Sunday Night Football e (I) una partita delle NFL International Series.

## Play-off
Al termine della stagione regolare i Chiefs arrivarono primi nella AFC West con un record di 11 vittorie e 6 sconfitte, qualificandosi ai play-off con la testa di serie numero 3.
| Play-off         |             |           |                          |               |        |                   |            |         |
| Turno            | Data        | Ora (CT)  | Avversario (seed)        | Risultato     | Record | Stadio            | TV         | Sintesi |
| Wild Card        | 13 gennaio  | 7:00 p.m. | Miami Dolphins (6)       | V 26-7        | 1-0    | Arrowhead Stadium | Peacock TV | Sintesi |
| Divisional       | 21 gennaio  | 5:30 p.m. | @ Buffalo Bills (2)      | V 27-24       | 2-0    | Highmark Stadium  | CBS        | Sintesi |
| AFC Championship | 28 gennaio  | 2:00 p.m. | @ Baltimore Ravens (1)   | V 17-10       | 3-0    | M&T Bank Stadium  | CBS        | Sintesi |
| Super Bowl LVIII | 11 febbraio | 5:30 p.m. | San Francisco 49ers (N1) | V 25-22 (DTS) | 4-0    | Allegiant Stadium | CBS        | Sintesi |

## Premi
- Patrick Mahomes:

MVP del Super Bowl

### Premi settimanali e mensili
- Patrick Mahomes:

quarterback della settimana 7
giocatore offensivo della AFC della settimana 12
- Harrison Butker:

giocatore degli special team della AFC della settimana